# Marcelle Gerar
Marcelle Gerar, Pseudonym von Marcelle Regerau, (* 26. Juni 1891 in Brüssel; † 1970) war eine französische Sängerin (Sopran) und Interpretin der klassischen Musik der ersten Hälfte des 20. Jahrhunderts.

## Leben
Marcelle Regerau wurde u. a. bei der Sopranistin Ninon Vallin (1886–1961) ausgebildet. Sie begann ihre Karriere nach Ende des Ersten Weltkriegs und widmete sich  dem Konzert- und Liedgesang, vornehmlich der französischen Gegenwartsmusik. Arthur Honegger, Jacques Ibert, Darius Milhaud, Albert Roussel und Florent Schmitt widmeten ihr Liedkompositionen. Sie lernte 1923 Maurice Ravel kennen, der für sie Ronsard à son âme komponierte, das sie gemeinsam am 26. April 1924 in der Londoner Aeolian Hall uraufführten. Ravel begleitete sie wiederholt am Klavier und trat mit ihr auch in Spanien auf.
Gerar arbeitete als Gesangsprofessorin an der École Normale de Musique de Paris. Sie gab nach Ravels Tod eine Sammlung seiner Briefe mit heraus.
Der niederländische Komponist Rudolf Escher (1912–1980) widmete ihr 1953 das Air pour charmer un lézard als Erinnerung an einen Besuch in Ravels Wohnsitz in Montfort-l’Amaury im Jahr 1950.
1920 heiratete Gerar den französischen Puppenspieler Marcel Temporal, mit dem sie drei Kinder hatte.

## Werke (Auswahl)
Tonaufnahmen
- Chansons françaises du 16e siècle. Schellackplatte. L' Anthologie Sonore (LC 0064)
- Tristan Klingsor, Maurice Ravel: Shéhérazade (1903). Schellackplatte. Cie Française du Gramophone, Nogent s/M, Seine, France 1929

Schriften
- A la recherche du chant perdu. Vorwort Reynaldo Hahn. Paris : A. Leduc 1938
- Ravel au miroir de ses lettres, correspondance réunie par Marcelle Gerar et René Chalupt. Paris : R. Laffont 1956